# 小村健太
小村 健太（こむら けんた、1999年12月20日 - ）は、ジャパンラグビーリーグワンレッドハリケーンズ大阪に所属するラグビー選手。

## プロフィール
- 大阪府出身[1]。
- ポジションはフルバック(FB)。
- 身長 177 cm、体重 81 kg
- 祖父は伏見工業高校ラグビー部元監督山口良治[2]で弟の真也もラグビー選手。

## 略歴
2018年、ハミルトンボーイズ高校卒業後、帝京大学に入る。
2022年、NTTドコモレッドハリケーンズ大阪(現・レッドハリケーンズ大阪)に加入。同年12月17日に行われたJAPAN RUGBY LEAGUE ONE第1節九州電力キューデンヴォルテクス戦にて途中出場でリーグワン公式戦初出場を果たして、デビュー戦でトライを挙げた。